# Ђ (шестая буква сербского алфавита)

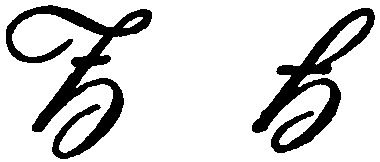
Рукописная буква Ђ

Ђ, ђ (джье) — буква расширенной кириллицы, шестая буква сербского алфавита, обозначает звонкую альвеольно-палатальную аффрикату [ʥ]. Иногда именуется «дьжервь» (серб. ђерв) по аналогии с традиционными названиями «червь» для буквы Ч и «дервь» (иногда «гервь») для Ћ. Была изобретена (посредством сложной модификации буквы Д) Лукианом Мушицким, учителем Вука Караджича, и поставлена в алфавите последнего после Д. Букве Ђ в македонском языке соответствует буква Ѓ. Латиницей букву Ђ обычно передают как Đ, đ или как Dj (последнее менее точно и создаёт опасность ошибки при обратном преобразовании, так как латинское Dj получается и из кириллического дј, возможного, например, на стыке приставки и корня: одјездити, подјармити и тому подобное).

## История
С XII века сербская кириллица имела особую, только ей свойственную букву — эквивалент глаголической буквы «дервь» (); первоначально она имела значение звонкого звука, более близкого как раз к Ђ, чем к Ћ, и только с XIV века стала также обозначать глухой звук. В таком двойном употреблении буква дервь существовала долгое время. Форма же её постепенно уподобилась букве ять (Ѣ) (у которой самая нижняя часть в церковных шрифтах квадратная, а не скруглённая), что в гражданском шрифте (на который сербы в светских книгах перешли в середине XVIII века) дало литеру наподобие латинского перечёркнутого h — то есть нынешнее ћ. Впрочем, многие ею не пользовались, применяя этимологические написания дь и ть для соответствующих звонкого и глухого звуков (подкрепляемые церковнославянскими книгами русского извода, по которым служили и в Сербии).
В начале XIX века, в связи с превращением собственно сербского языка в литературный, начался его активный критический анализ и «упорядочение», что коснулось и письменности. Звонкую аффрикату «дьжь» надо было отличать от глухой «чь». Савва Мркаль (1810) для этого применял дь и ть; Павел Соларич (1812) для глухого звука использовал ћ, а для звонкого — дь; Вук Караджич (1814), глядя на это, предположил, что «ћ есть не что иное, как воедино составленные Т и Ь» с небольшими изменениями сверху и снизу «лучшего вида ради». Сделав такой вывод, Вук применил ту же конструкцию для изобретения новых букв, сгенерировав Љ, Њ, а также . Но получившееся ему не очень понравилось, и он решил воспользоваться помощью друзей. Сперва Вук обратился в Соларичу, который предложил «удвоить» букву ћ в том же духе, как из К можно сделать Ж. Но результат не удовлетворил ни заказчика, ни самого исполнителя. Затем Вук спросил Глигория Гершича, и тот предложил, наоборот, «облегчённую» версию буквы ћ, убрав верхнюю горизонтальную линию, то есть получилось просто латинское h. Вук и помогавший ему советами Ерней Копитар отклонили и этот вариант.
Третьим по счёту оказался бывший учитель Вука, учёный Лукиан Мушицкий. Он, как и первые двое «дьжерветворцев», взял за основу знак ћ, но рассуждать стал вот как: «Что есть ћ? Мягкий вариант буквы Ч (которая в сербском произношении всегда твёрдая). Как из Ч сделать ћ? Перевернуть и перечеркнуть. А какой звук должна обозначать изобретаемая буква? Мягкий вариант Д. Так давайте возьмём это самое Д (в g-образном начертании), перевернём (выйдет что-то вроде б) и перечеркнём». Получится приблизительно ƀ — почти что ять (Ѣ), но с круглым низом, и с верхушкой не прямой, а загнутой, как у латинской f (как низ у g, с которого началось преобразование). Подгонка этой рукописной формы под прямой типографский шрифт и дала начертание нынешней прописной буквы Ђ с разомкнутым внизу кружком и строчной ђ, слегка выступающей под строку. (Заметим, что специфика верхней f-образной части построенной буквы людям понравилась, и долгое время курсивные формы букв ћ и ђ рисовались с таким склонившимся вправо «фонариком», в отличие от прямых сверху букв h и ѣ.)
Никто из упомянутых выше людей не знал о том, что ещё в первой половине XVIII века Гаврила Стефанович Венцлович стал на письме различать звонкое и глухое произношение старой «единой» буквы дервь теми же ћ и ђ, но наоборот.